# Ni Zan

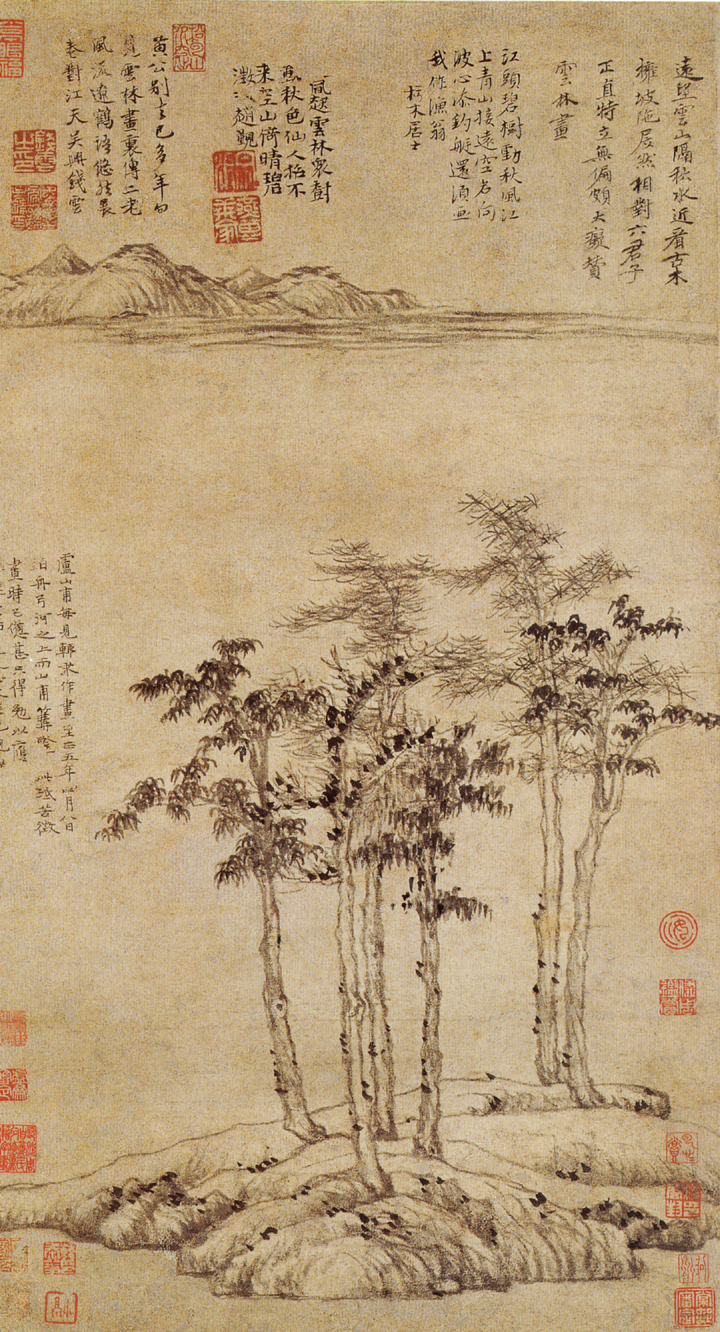
Seis caballeros de Ni Zan, 1345.

Ni Zan o Ni Tsan (1301, Jiangsu - 1374) fue uno de los más importantes pintores chinos. 
No muy conocido en la actualidad, fue repetidamente copiado a lo largo de los siglos. Destaca su naturalidad y fluidez en el trazo, su originalidad. Fue tildado como loco o excéntrico y pertenece a la categoría de pintor no clásico. Fue tan grande su influencia que pasó a ser un pintor "clásico" para los nuevos pintores modernos y alejados de la tradición.

## Biografía
Él fue parte del grupo de pintores chinos conocidos después como los Cuatro Maestros de la dinastía Yuan, los demás fueron Wu Zhen, Huang Gongwang y Wang Meng. Aunque Ni Zan nació en la opulencia, decidió no servir a la extranjera dinastía Yuan y en cambio vivió su vida en el retiro y la erudición.
Se caracterizó de sus contemporáneos por ser particularmente tranquilo y exigente, cualidades que quedaron plasmadas en su arte. En sus pinturas (generalmente paisajes) usó elementos moderadamente, dejando grandes áreas del lienzo intactas. Sus obras se distinguen por una sombría quietud y a menudo poseen una cabaña rústica, unos cuantos árboles u otros indicios de vegetación. Ni Zan fue muy imitado por artistas posteriores haciendo de sus originales algo difícil de autentificar.